# Gulp Girl
Gulp Girl è un programma televisivo italiano dedicato a un pubblico femminile andato in onda per la prima volta nel novembre 2012 sul canale televisivo Rai Gulp. È registrato presso il CPTV di Torino.

## Il programma
Va in onda alle 18:20, da lunedì al venerdì. Durante l'orario notturno vengono inoltre trasmesse le repliche.
Sottotitolo della trasmissione è "Gulp Girl, il programma a misura di ragazza!".
È stato condotto da Benedetta Mazza fino ai primi mesi del 2016. Da marzo 2016 subentra al timone la nota conduttrice di Rai YoYo, Carolina Benvenga. Il programma si avvale della consulenza di una truccatrice, Katia, e di una esperta di look, ricerca di accessori e riciclaggio dei materiali, Giulia Accornero. La conduttrice, nel corso di ogni episodio veste i panni delle più famose star della musica e del cinema, come per esempio Katy Perry, Lady Gaga o Marilyn Monroe, ma presenta anche stili ispirati alla serie in onda su Rai Gulp, come Winx Club e Grachi. La trasmissione si occupa inoltre di costume, make-up e look.